# Sultan Munadi
Sultan Mohammad Munadi (* 22. November 1976; † 9. September 2009) war ein afghanischer Journalist und Übersetzer. Er arbeitete u. a. für die New York Times und das afghanische Staatsradio Good Morning Afghanistan.
Munadi wurde am 5. September 2009 gemeinsam mit seinem britisch-irischen Kollegen Stephen Farrell bei einer Reportage nahe Kunduz im nördlichen Afghanistan von den Taliban entführt und wurde bei der Befreiungsaktion durch den britischen Special Boat Service der Royal Marines (SBS) am 9. September 2009 erschossen.